# اجیبتو
اجیبتو (به انگلیسی: Ajjibettu) یک روستا در هند است که در کارناتاکا واقع شده‌است.